# تاكويا جينو
تاكويا جينو (神野 卓哉) (ولد 1 يونيو 1970) هو لاعب كرة قدم ياباني سابق، شارك في كأس آسيا 1992.

## روابط خارجية
- تاكويا جينو على موقع رابطة كرة القدم اليابانية للمحترفين (اليابانية)
- تاكويا جينو على موقع Soccerway.com (الإنجليزية)
- تاكويا جينو على موقع عالم كرة القدم.نت (الإنجليزية)

1. ↑  ": تاكويا جينو". مؤرشف من الأصل في 2012-06-10.